# Ángel E. Lasala
Ángel E. Lasala (* 9. Mai 1914 in Buenos Aires; † 1. Mai 2000 ebenda) war ein argentinischer Komponist und Pianist.
Lasala studierte am Konservatorium La Prensa unter der Leitung von María Rosa Farcy de Montal Klavier, Musiktheorie, Solfège und Harmonielehre, setzte sein Studium am Conservatorio Nacional “Carlos López Buchardo” fort und war Kompositionsschüler von Athos Palma.
Er trat als Konzertpianist und Kammermusiker auf, bevor er sich der Komposition zuwandte. 1941 wurde sein Ballett Chasca Ñahui am Teatro Colón uraufgeführt. Die sinfonische Dichtung Achalay wurde 1960 mit dem Preis der Stadt Buenos Aires ausgezeichnet. Für sein drittes Streichquartett Homenaje a Alberto Williams erhielt er 1961 einen Preis der Asociación Wagneriana von Buenos Aires.
1960 erhielt er ein Stipendium der brasilianischen Regierung für einen Studienaufenthalt in Rio de Janeiro zur Erforschung der brasilianischen Musik. Hier gab er auch mit seiner Frau, der Sopranistin Zulema Castello, Konzerte. 
Lasala war Professor an der von seinem Lehrer Palma gegründeten Escuela de Orquesta y Coros del Consejo Nacional de Educación, Vizerektor des Conservatorio Nacional und Direktor des Conservatorio Municipal “Manuel de Falla”, wo er Harmonielehre und Kammermusik unterrichtete. 

## Werke
- Canciones argentinas Klavierlieder (1936)
- Sonatina. Homenaje a Ravel, für Klavier (1937)
- Cuarteto N° 1 für Streicher (1938)
- Poema del árbol, Klavierlieder (Texte von María del Rosario Cipriota) (1938)
- Al rodar de la carreta für Frauenchor a cappella (Text von María del Rosario Cipriota) (1938)
- Cinco Corales Argentinos für gemischten Chor und Klavier (1939)
- Chasca Ñahui (Ojos de lucero) für Sinfonieorchester (1939)
- Chasca Ñahui, sinfonische Suite (1939)
- Impresiones de mi tierra für Klavier (1939–1942)
- Serranas für Gesang, Flöte, Harfe und Perkussion (1940)
- Canciones Norteñas für Gesang, Flöte, Viola, Cello und Harfe (1940)
- Canción de la Ofrenda a la Patria für Chor und Klavier (1940)
- Leyenda für Cello und Klavier (1941)
- Poema del pastor coya für Flöte oder Violine und Klavier oder Harfe (1942)
- Baladas del querer, Klavierlieder (1942)
- La isla (Soledad), Klavierlieder (Texte von Orfila Bardesio) (1943)
- Preludios (Camperas) für Streichorchester (1943)
- Suite Norteña für Harfe und Streicher (1943)
- Trío N° 1 für Violine, Oboe oder Klarinette, Cello und Klavier (1944)
- Achalay für Sinfonieorchester (1945)
- Suite Medieval für Cello und Klavier (1947)
- Preludios Americanos für Gitarre (1947)
- Homenajes für Gitarre (1947)
- Tropilla de estrellas für zweistimmigen Chor (1948)
- Cantares a la memoria de Carlos López Buchardo, Klavierlieder (Texte von Alfredo Bufano) (1948)
- Vidala für Gesang, Flöte und Klavier (1949)
- Cantar für Klavier(1950)
- Obras corales für Chor und Klavier (1950–1952)
- Gloria de Athos Palma für dreistimmigen Chor (1951)
- Poemas americanos, Klavierlieder (1952)
- Pampeana, Homenaje a Alberto Williams für Klavier (1952)
- Cantares españoles, Homenaje a Joaquín Turina für Gesang, Oboe, Cello und Klavier (1953)
- Poemas norteños für Gesang, Flöte und Klavier (1953)
- Cuarteto N° 2, Homenaje a Carlos López Buchardo (1958)
- Concierto para 2 guitarras y orquesta (Homenaje a Julián Aguirre) (1961)
- Cuarteto N° 3. Homenaje a Alberto Williams (1961)
- Himno al Dr. Manuel Montes de Oca für Chor und Klavier (1963)
- Movimientos orquestales für Klavier und Orchester (1964)
- Cancionero argentino für Flöte (1964)
- Cancionero brasileño für Flöte (1965)
- Homenaje a Luis Gianneo für Gitarre (1968)
- Suite en doce cuerdas für zwei Gitarren (1970)
- Cinco Preludios Nacionales für Klavier (1970)
- Pequeña canción y danza für Kontrabass und Klavier (1971)
- Requiebros für zwei Gitarren (1971)
- Quebrada, sinfonische Dichtung (1971)
- Cantata San Martín de Porres für Erzähler, Solisten, gemischten Chor und Sinfonieorchester (1971)
- Sonatina de las rondas für Klavier (1971)
- Baladas campestres für Klavier zu vier Händen (1971)
- Cinco corales populares für dreistimmigen Chor (1971)
- Tres corales del Arca de Noé für dreistimmigen Chor (1971)
- Baladas für Violine oder Viola, Oboe oder Klarinette und Klavier (1975)
- Escenas del Buenos Aires colonial 1800-1880 für Erzähler, Bariton, Stimmen, Instrumentalensemble und Tonband (1975–1982)
- Soneto a Viedma [Ciudad del sur] für Gesang und Klavier nach María Cristina Casadei (1979)
- Cantata Santa María de los Buenos Aires für Erzähler, gemischten Chor und Sinfonieorchester (1979)
- Nocturnal für drei Klaviere (1983)
- Canción N° 3 de Julián Aguirre für zwei Klaviere (1983)
- Nocturno de “Romeo y Julieta” de López Buchardo für zwei Klaviere (1983)
- Danzón de López Buchardo für zwei Klaviere (1983)
- Estampas (1983–1984)
- 10 Corales infantiles für dreistimmigen Chor (1986)
- Corales didácticos für dreistimmigen Chor (1986)
- Canciones del arca de Noé für Chor und Orchester (1986)
- Siglos, Instrumentalsuite (1987)
- Danza, Homenaje a Carlos López Buchardo für Streichorchester (1988)
- Te Deum für Solisten, gemischten Chor und Streichorchester (1989)
- Cantata San Roque González de Santa Cruz für Erzähler, Bariton, gemischten Chor, Streichquintett und Perkussionsensemble (1989)
- Suite barroca für drei Instrumente (1992)
- Coloquios für Bläser oder Streicher (1992–1993)
- Sonatina arcaica für Gitarrenquartett (1992–1993)
- Danzas breve für Gitarrenquartett (1994)
- Elegía. In memoriam Jorge Martínez Zárate für Gitarrenquartett (1994)
- Preludio fugado (de Siglos) für Gitarrenquartett (1994)

## Quelle
- Música Clásica Argentina - Ángel E. Lasala, Biographie und Werke

| Personendaten    | Personendaten                        |
| ---------------- | ------------------------------------ |
| NAME             | Lasala, Ángel E.                     |
| KURZBESCHREIBUNG | argentinischer Komponist und Pianist |
| GEBURTSDATUM     | 9. Mai 1914                          |
| GEBURTSORT       | Buenos Aires                         |
| STERBEDATUM      | 1. Mai 2000                          |
| STERBEORT        | Buenos Aires                         |